# Igor Alexandrowitsch Moissejew

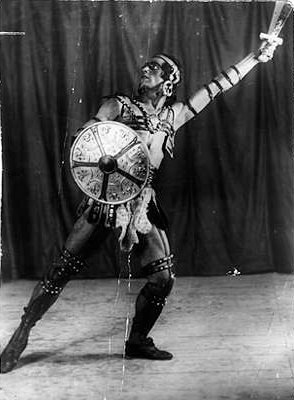
Igor Moissejew, 1932
am Bolschoi-Theater

Igor Alexandrowitsch Moissejew (russisch Игорь Александрович Моисеев, wiss. Transliteration Igor' Aleksandrovič Moiseev; * 8.jul. / 21. Januar 1906greg. in Kiew; † 2. November 2007 in Moskau) war ein russischer Balletttänzer und Choreograf.

## Leben
Moissejew war das einzige Kind eines russischen Anwalts und einer französisch-rumänischen Näherin. Ein paar Monate nach seiner Geburt zog die Familie von Kiew nach Paris, wo Moissejew zweisprachig erzogen wurde. Seine Mutter, die für Aufführungen am Théâtre du Châtelet Kostüme nähte, förderte frühzeitig sein Interesse für Drama und Tanz.
Im Jahre 1914 kehrte die Familie nach Russland zurück. Zunächst ließ sie sich im ukrainischen Poltawa nieder, um ein Jahr später nach Moskau zu ziehen. Dort besuchte Moissejew ein Gymnasium, auf dem er sich besonders der Malerei, der Lyrik und dem Sportunterricht widmete. Als 12-Jähriger schrieb er sich an der Ballettakademie von Wera Mossolowa ein. Diese erkannte sein Talent und vermittelte ihn an die Schule Alexander Gorskis im Bolschoi-Theater weiter, die er 1924 abschloss.
Damit konnte sich Moissejew seinen Kindheitstraum erfüllen und dem Bolschoi-Ballett beitreten. Doch er begnügte sich nicht mit der Rolle des Tänzers, die er noch bis 1939 ausübte, sondern wollte gänzlich neue Ideen verwirklichen. Er wurde 1936 Ballettmeister am Bolschoi-Theater und stellte 1937 eine eigene Volkstanzformation zusammen. Seine Verbindung von Folklore und Theater entwickelte sich zu einem gigantischen Erfolg: Moissejew kreierte mehrere hundert Tänze, das Ensemble tritt bis heute in der ganzen Welt auf. Die erste Darbietung trug den Titel Tänze der Völker der Sowjetunion.
Moissejew wurde auf dem Nowodewitschi-Friedhof in Moskau beigesetzt.

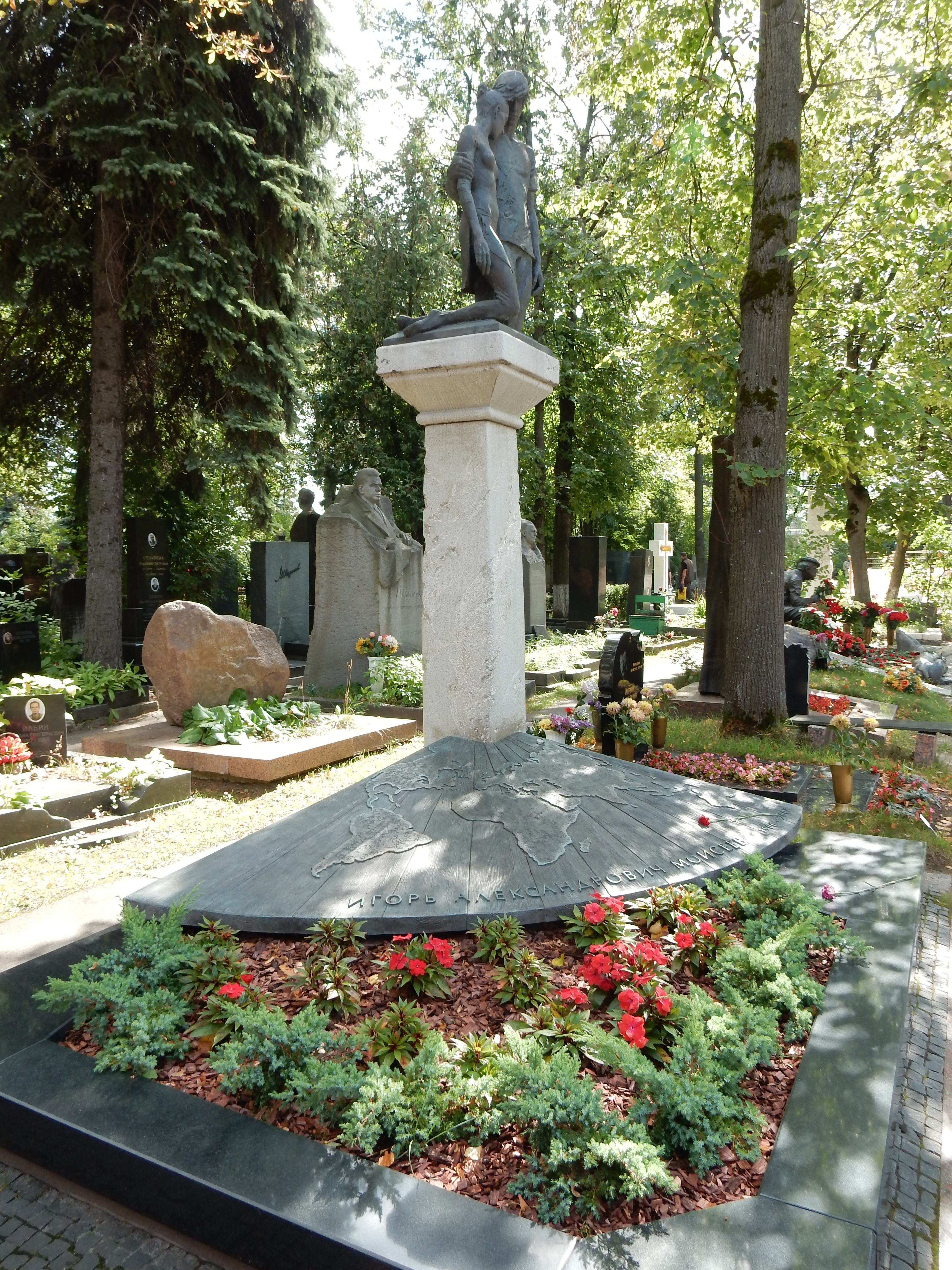
Grab von Igor Alexandrowitsch Moissejew auf dem Nowodewitschi-Friedhof

## Ehrungen und Auszeichnungen(Auswahl)
- Stalinpreis (1942, 1947, 1952)
- St. Alexander-Orden (1945)
- Orden Polonia Restituta (1946)
- Volkskünstler der UdSSR (1953)
- Zedernorden (1956)
- Ehrenmitglied der Französischen Nationalversammlung (1955)
- Leninpreis (1967)
- Held der sozialistischen Arbeit (1976)
- Orden des Weißen Löwen 3. Klasse (1980)
- Staatspreis der UdSSR (1985)
- Staatspreis der Russischen Föderation (1996)
- Verdienstorden der Republik Polen (1996)
- Verdienstorden der Republik Ungarn (1997)
- Mozart-Medaille der UNESCO
- Orden des Fürsten Jaroslaw des Weisen V. Klasse (2006)